# Båtsfjord
Båtsfjord es un municipio de la provincia de Finnmark, Noruega. Cuenta con una población de 2270 habitantes según el censo de 2019. Su centro administrativo es el pueblo de Båtsfjord. Parte del municipio integra el Parque nacional de Varangerhalvøya.

## Evolución administrativa
Los cambios administrativos que ha sufrido el municipio son los siguientes:
| Año  | Cambios territorial                                                                                          |
| ---- | --- |
| 1839 | Se forma un nuevo municipio con territorios pertenecientes al municipio de Vardø llamado Vardø landdistrikt. |
| 1868 | Vardø landdistrikt se convierte en un municipio independiente                                                |
| 1874 | Parte del municipio se cede a Vardø.                                                                         |
| 1955 | El municipio pasa a llamarse Båtsfjord.                                                                      |
| 1964 | El sector este de Båtsfjord se fusiona con Vardø                                                             |

### Escudo de armas
El blasón es bastante moderno, es del año 1985. Muestra un anzuelo de pesca, similar a los anzuelos hechos de huesos de la edad de hielo que fueron encontrados en el municipio.

## Gobierno
El municipio se encarga de la educación primaria, asistencia sanitaria, atención a la tercera edad, desempleo, servicios sociales, desarrollo económico, y mantención de caminos locales.

### Concejo municipal
El concejo municipal (Kommunestyre) tiene 15 representantes que son elegidos cada 4 años. Estos son:
| Partido                     | Número de representantes |
| --------------------------- | ------------------------ |
| Partido Laborista (Noruega) | 5                        |
| Høyre                       | 3                        |
| Partido de Centro (Noruega) | 7                        |

## Transporte
La ciudad cuenta con un nuevo y moderno aeropuerto, el Aeropuerto de Båtsfjord, además del Hurtigruten, una línea de transbordadores que tiene parada en la zona.

## Geografía

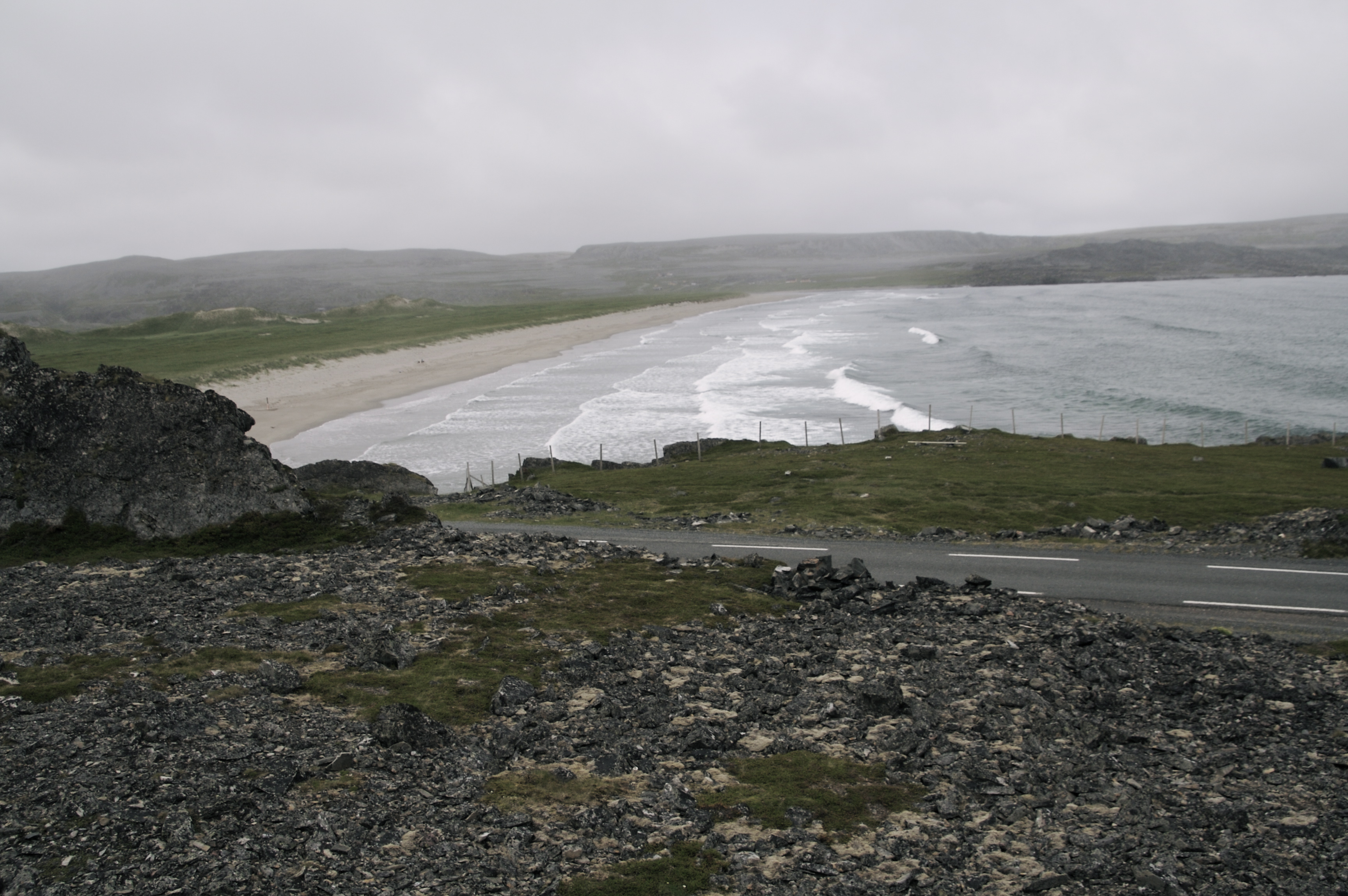
Paisaje al este de Båtsfjord

El municipio cubre un área de 1433 km², incluyendo el puerto de montaña Ordfjell, el más alto de Finnmark estando a 400 m de altitud. Båtsfjord se ubica en la costa noreste de la península de Varanger, en la costa rocosa del mar de Barents. Por las condiciones del terreno, casi la totalidad de la población se asentó en la localidad de Båtsfjord, ya que se ubica en una ensenada que la protege del clima. Como consecuencia, existe una gran cantidad de pueblos pesqueros abandonados. Debido al clima, no existen árboles nativos. En la zona sur se ubica el Parque nacional de Varangerhalvøya. 